# Farragut (Tennessee)
Farragut es un pueblo ubicado en los Knox y Loudon en el estado estadounidense de Tennessee. En el Censo de 2010 tenía una población de 20.676 habitantes y una densidad poblacional de 492,75 personas por km².

## Geografía
Farragut se encuentra ubicado en las coordenadas 35°52′34″N 84°10′48″O / 35.87611, -84.18000. Según la Oficina del Censo de los Estados Unidos, Farragut tiene una superficie total de 41.96 km², de la cual 41.53 km² corresponden a tierra firme y (1.04%) 0.44 km² es agua.

## Demografía
Según el censo de 2010, había 20.676 personas residiendo en Farragut. La densidad de población era de 492,75 hab./km². De los 20.676 habitantes, Farragut estaba compuesto por el 90.6% blancos, el 1.92% eran afroamericanos, el 0.19% eran amerindios, el 5.4% eran asiáticos, el 0.02% eran isleños del Pacífico, el 0.49% eran de otras razas y el 1.39% pertenecían a dos o más razas. Del total de la población el 2.48% eran hispanos o latinos de cualquier raza.